# Straßenbahn Częstochowa
Die Straßenbahn Częstochowa ist das zweitjüngste Straßenbahnsystem in einer polnischen Stadt. Am 8. März 1959 wurde die erste Straßenbahnlinie in Częstochowa (deutsch: Tschenstochau) eröffnet. In den vergangenen Jahren wurde das System umfassend modernisiert und erweitert, so dass seit September 2012 drei Linien auf einem Streckennetz von 14,7 Kilometern Länge verkehren und 32 Haltestellen bedienen. Die Spurweite beträgt 1435 Millimeter (Normalspur). Das Netz verfügt über fünf Wendeschleifen, so dass im Einrichtungsbetrieb gefahren wird. Betrieben wird die Straßenbahn vom Miejskie Przedsiębiorstwo Komunikacyjne w Częstochowie (MPK Częstochowa) (deutsch: Städtischer Verkehrsbetrieb Częstochowa).
Das Netz besteht aus einer Nord-Süd-Strecke, auf der alle Linien zunächst auf einem gemeinsamen Abschnitt von Północ über Tysiąclecie, die Innenstadt, Trzech Wieszczów nach Ostatni Grosz verlaufen. Dort verzweigt sich die Strecke in den Ast nach Zawodzie-Dąbie über Raków und den Ast nach Raków über Wrzosowiak. Die Linien 1 und 2 verkehren zusammen werktags alle 10 Minuten und in den Abendstunden, in den Ferien und samstags alle 15 Minuten. An Sonn- und Feiertagen wird ein 20-Minuten-Takt angeboten. Für die Linie 3 gilt der gleiche Fahrplantakt. Damit ergibt sich auf dem gemeinsamen Abschnitt an Werktagen ein 5-Minuten-Takt.

## Linien und Haltestellen
Die Linien 1, 2 und 3 verlaufen auf derselben Trasse von der Wendeschleife Fieldorfa-Nila bis zur Kreuzung Niepodległości-Allee, Pokoju-Allee, Allee des 11. November und Jagielońska-Straße. Linie 1 folgt der Pokoju-Allee bis zum Stahlwerk (Haltestelle Kucelin-szpital), Linie 2 folgt auch der Pokoju-Allee bis zur Łukasińskiego-Straße (Haltestelle Bahnhof Raków PKP) und Linie 3 folgt der Jagielońska-Straße und der Jesienna bis zur Limanowskiego (Haltestelle Stadion Raków). Die Linie 2 verkehrt in der Richtung Raków → Fieldorfa-Nila als Linie 1. Es handelt sich bei der Linie 2 lediglich um verkürzte Fahrten der Linie 1, da für den Endabschnitt bis zum Stahlwerk ein weniger dichter Takt ausreicht.
| Linie 1 | Linie 2 (Rückfahrt als Linie 1) | Linie 3 |
| --- | --- | --- |
| - Fieldorfa-Nila - Iwaszkiewicza - Baczyńskiego - Promenada Niemena - Polskiego Czerwonego Krzyża - Hala Polonia - Politechnika - Aleja Jana Pawła II - Druga Aleja Najświętszej Maryi Panny - Hauptbahnhof PKP - Busbahnhof PKS - Rondo Mickiewicza - Ostatni Grosz - Równoległa - Powstańców Śląskich - Estakada - Plac Orląt Lwowskich - Rejtana - Dąbie - Kucelin Szpital | - Fieldorfa-Nila - Iwaszkiewicza - Baczyńskiego - Promenada Niemena - Polskiego Czerwonego Krzyża - Hala Polonia - Politechnika - Aleja Jana Pawła II - Druga Aleja Najświętszej Maryi Panny - Hauptbahnhof PKP - Busbahnhof PKS - Rondo Mickiewicza - Ostatni Grosz - Równoległa - Powstańców Śląskich - Estakada - Plac Orląt Lwowskich - Bahnhof Raków PKP | - Fieldorfa-Nila - Iwaszkiewicza - Baczyńskiego - Promenada Niemena - Polskiego Czerwonego Krzyża - Hala Polonia - Politechnika - Aleja Jana Pawła II - Druga Aleja Najświętszej Maryi Panny - Hauptbahnhof PKP - Busbahnhof PKS - Rondo Mickiewicza - Ostatni Grosz - Równoległa - Powstańców Śląskich - Estakada - PZU - Kasztanowa - Bukowa - Orkana – szkoła - Wrzosowiak - Sportowa - Jesienna - Jesienna – szkoła - Bohaterów Katynia - Rakowska - Żarecka - Stadion Raków |

| Linie | Strecke                            | Länge   | Fahrzeit | Halte | Fahrzeuge                       |
| ----- | ---------------------------------- | ------- | -------- | ----- | ------------------------------- |
| 1     | Fieldorfa-Nila ↔ Kucelin Szpital   | 10,0 km | 29 min.  | 19    | ? × 105Na+105Na                 |
| 2     | Fieldorfa-Nila → Bahnhof Raków PKP | 8,3 km  | 26 min.  | 17    | 4 × 105Na+105Na                 |
| 3     | Fieldorfa-Nila ↔ Stadion Raków     | 11,7 km | 38 min.  | 27    | 6 × PESA Twist, 4 × 105Na+105Na |

## Geschichte

### Nicht ausgeführte Planungen der Jahre 1903 bis 1928
Der erste Plan, eine elektrische Straßenbahn in Częstochowa zu bauen, stammt aus dem Januar 1903. Am 17. Februar kündigten die Warschauer Zeitung Kurier Poranny und das Regierungsblatt Moskiewskie Wiadomości eine Ausschreibung zum Bau einer Straßenbahn in Częstochowa an. Gemäß damaliger Praxis sollte die Strecke auf Kosten des Konzessionsnehmers gebaut und betrieben werden.

Im Jahr 1903 geplantes Straßenbahnnetz vor dem heutigen Stadtplan

Die ursprünglichen Pläne für ein Straßenbahnnetz in Częstochowa umfassten drei Linien, die alle ihren Ausgangspunkt am Nowy Rynek (heute: Daszyńskiego-Platz) hatten:
- Linie 1: Krakowska-Straße zur Firma Motte (heute: Elanex) oder Częstochowianka (heute: Polontex)
- Linie 2: zum Jasna Góra mit Verzweigungen in Richtung:
  - Bahnhof
  - Teatralna-Straße (heute: Wolności-Allee)
  - św. Rocha-Friedhof
- Linie 3: Warszawska-Straße nach Kule

An der Ausschreibung beteiligten sich vier Unternehmen. Schließlich wurden alle Angebote abgelehnt, da kein Unternehmen die Bedingungen der Konzession erfüllte. Zwei Jahre später ging noch ein weiteres Angebot zum Bau des Straßenbahnnetzes ein, aber auch dieses kam nicht zum Zuge.
Die nächsten beiden Vorschläge gingen im Jahr 1908 im Zusammenhang mit der Vorbereitung der Ausstellung für Industrie und Landwirtschaft im Jahr 1909 (polnisch: Wystawa Przemysłu i Rolnictwa w Częstochowie w 1909 roku) ein. Das erste Angebot beinhaltete den Bau einer Pferdestraßenbahn und wurde deshalb als veraltet abgelehnt. Das zweite Angebot sah eine elektrische Straßenbahn auf einem kleineren Streckennetz vor. Es waren drei Linien vorgeschlagen, die am Bahnhof ihren Ausgangspunkt nehmen sollten:
- nach Jasna Góra
- über den Nowy Rynek (heute: Daszyńskiego-Platz) zur Firma Motte (heute: Elanex)
- zum Bahnhof der Herby-Bahn (heute: Boya-Żeleńskiego-Straße)

Die Stadtverwaltung unterzeichnete einen Konzessionsvertrag mit dem Unternehmen. Es kam nicht zum Bau der Straßenbahn, da der russische Gouverneur in Piotrków Trybunalski dies verhinderte. Im Jahr 1913 wurde ein neuer Anlauf zum Bau der Straßenbahn unternommen. Die Verhandlungen wurden durch den Ausbruch des Ersten Weltkriegs unterbrochen.
Auch in der Zwischenkriegszeit gab es Versuche, eine Straßenbahn in Częstochowa zu bauen. Im Oktober 1924 beantragte die belgische Société d’Éntreprises Electriques en Pologne SA eine Konzession für ein Straßenbahnnetz aus zwei Linien (Jasna Góra ↔ Alleen ↔ Nowy Rynek ↔ Krakowska ↔ Firma Motte und Trzech Krzyży-Platz ↔ Nowy Rynek ↔ Alleen ↔ Kościuszki ↔ Bahnhof Stradom). Am 14. November setzte der Stadtrat eine Kommission zur Prüfung des Vorschlags ein. Am 19. Januar 1925 legte die Kommission dem Rat ihren Bericht vor. Der Rat billigte den Konzessionsvertrag am 23. Februar und leitete das Ansinnen an die Straßenbahndirektion in Warschau zur Stellungnahme weiter. Schließlich ist das Projekt nicht realisiert worden.

Das 1926 vorgeschlagene Straßenbahnnetz

Im Jahr 1926 stellte Jan Kubalski ein neues Projekt vor, das den Bau von fünf schmalspurigen elektrischen Straßenbahnlinien auf einem Streckennetz von 14 Kilometern Länge vorsah.
Folgende Linien waren 1926 geplant:
- 1: Hauptbahnhof – I Aleja – Nowy Rynek (heute: Daszyńskiego-Platz) – Narutowicza (Krakowska, Bardowskiego, Wojska Polskiego) – Kreuzung mit Okrzei
- 2: Bahnhof Stradom – Wolności – II Aleja – I Aleja – Warszawska – Friedhof Kule
- 3: Nowy Rynek (heute: Daszyńskiego-Platz) – I Aleja – II Aleja – III Aleja – 3 Maja – Rynek Wieluński – Rocha – Kreuzung mit Wręczycka
- 4: Hauptbahnhof – I Aleja – II Aleja – III Aleja – Pułaskiego – 7 Kamienic
- 5: Zaciszańska – Św. Barbary – 7 Kamienic – III Aleja – II Aleja – I Aleja – Mirowska – Targowisko (heute: Rynek Narutowicza)

Dieses Projekt konnte wegen der Weltwirtschaftskrise nicht realisiert werden.

### Bau der ersten Strecke
Pläne zum Bau einer Straßenbahn in Częstochowa kamen erst nach dem Zweiten Weltkrieg wieder auf. Da wegen des Ausbaus des Stahlwerks Huta Częstochowa höhere Fahrgastzahlen zu erwarten waren, wurde der Bau der Straßenbahn 1951 beschlossen. Der Planer der Strecke, Czesław Kotela, hatte zunächst die Absicht, die Bahntrasse in Straßenmitte anzulegen, aber schließlich wurde sie in Seitenlage errichtet. Im Jahr 1955 begannen die Bauarbeiten an der Strecke, für die eine Reihe von Wohnhäusern an der Bór-Straße abgerissen werden mussten. Außerdem mussten eine Brücke an der Pokoju-Allee und ein Viadukt an der Aleja Związku Walki Młodych (heute: Niepodległości) errichtet werden. Die Bauarbeiten zogen sich hin und so verkehrte die erste Straßenbahn auf den Straßen Częstochowas am 8. März 1959. Ursprünglich war die Inbetriebnahme für das Jahr 1956 geplant, aber aufgrund von Finanzierungsschwierigkeiten und wegen geologischer Probleme kam es zu Verzögerungen. Die gesamten Baukosten betrugen 208 Millionen Złoty, die Arbeiten wurden von den Unternehmen Poznańskie Przedsiębiorstwo Robót Drogowych und Kieleckie Przedsiębiorstwo Robót Mostowych ausgeführt. Die erste Strecke war 7,1 Kilometer lang und verlief zweigleisig in Seitenlage auf eigenem Gleiskörper von der Worcella-Straße längs der Alleen: Zawadzkiego (heute:Armii Krajowej), Kościuszki, Wolności, ZWM (heute: Niepodległości), Pokoju bis zur Endschleife in Kucelin. Folgende Haltestellen wurden bedient: Zawady (Schleife), Jasnogórska-Straße, Aleje, Pałczyńskiego (Focha), Mickiewicza, Bór, Depot, PPR, Pokoju-Allee Mitte, Viadukt Pokoju-Allee, Sokola-Straße und Mirów (Schleife). Bedient wurde die Linie von sechs Zügen, die alle 10 Minuten verkehrten.

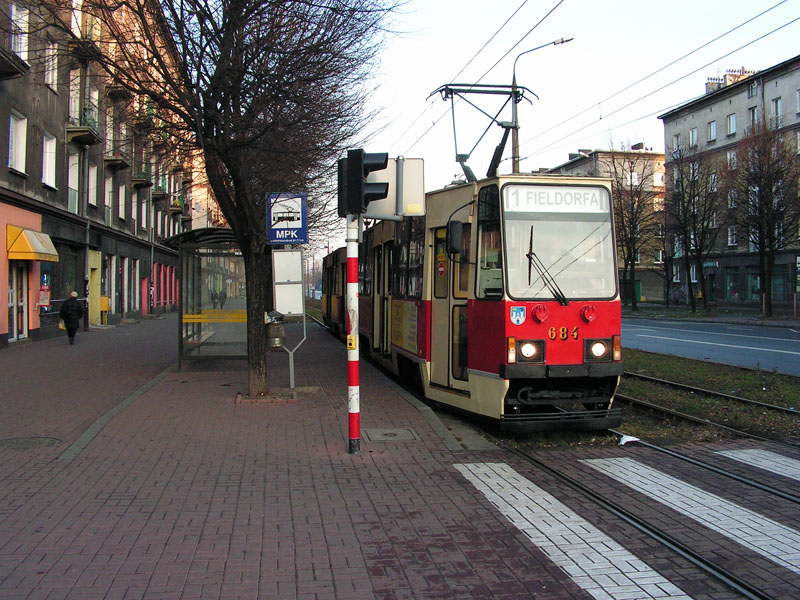
Bahn des Typs Konstal 105Na als Linie 1 auf der Pokoju-Allee
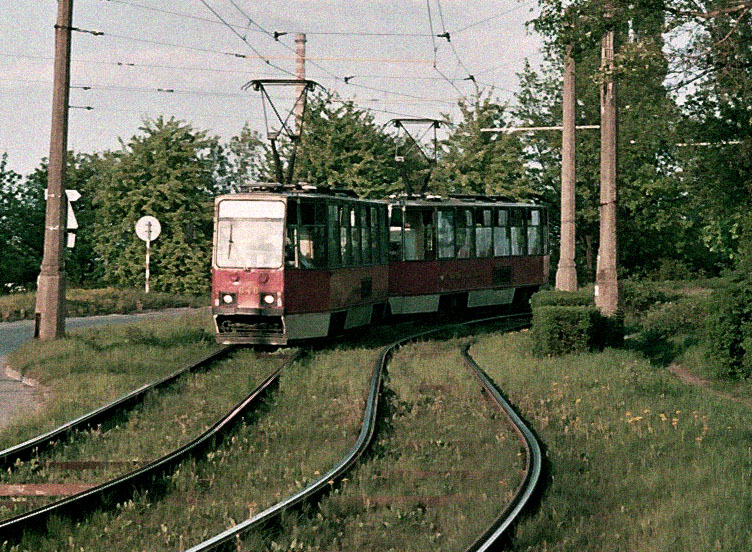
Typ 105Na als Linie 1 am Kreisverkehr Ronald Reagan
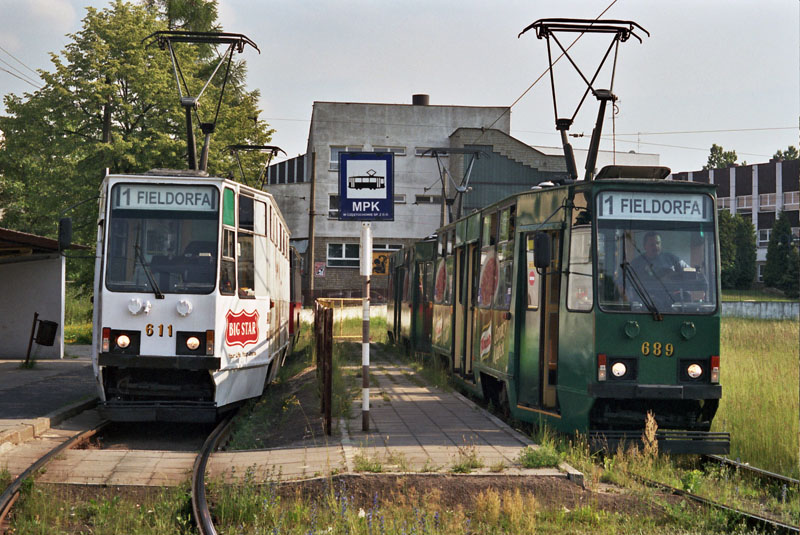
Wagen des Typs 105Na als Linie 1 in der Schleife Kucelin

### Erweiterung in den Bezirk Raków
Der Bau dieses Abzweigs dauerte vom 9. Mai bis zu 16. Juli 1959, und am 21. Juli wurde die Strecke eröffnet. Der 1,5 Kilometer lange Strecke verlief eingleisig mit Ausweichen von der Łukasińskiego-Straße über die Pstrowskiego-Straße (heute: Dąbrowska-Straße) zum Viertel Stary Raków, wo sie in einer Häuserblockumfahrung endete. Diese Strecke wurde von einer städtischen Gesellschaft gebaut.

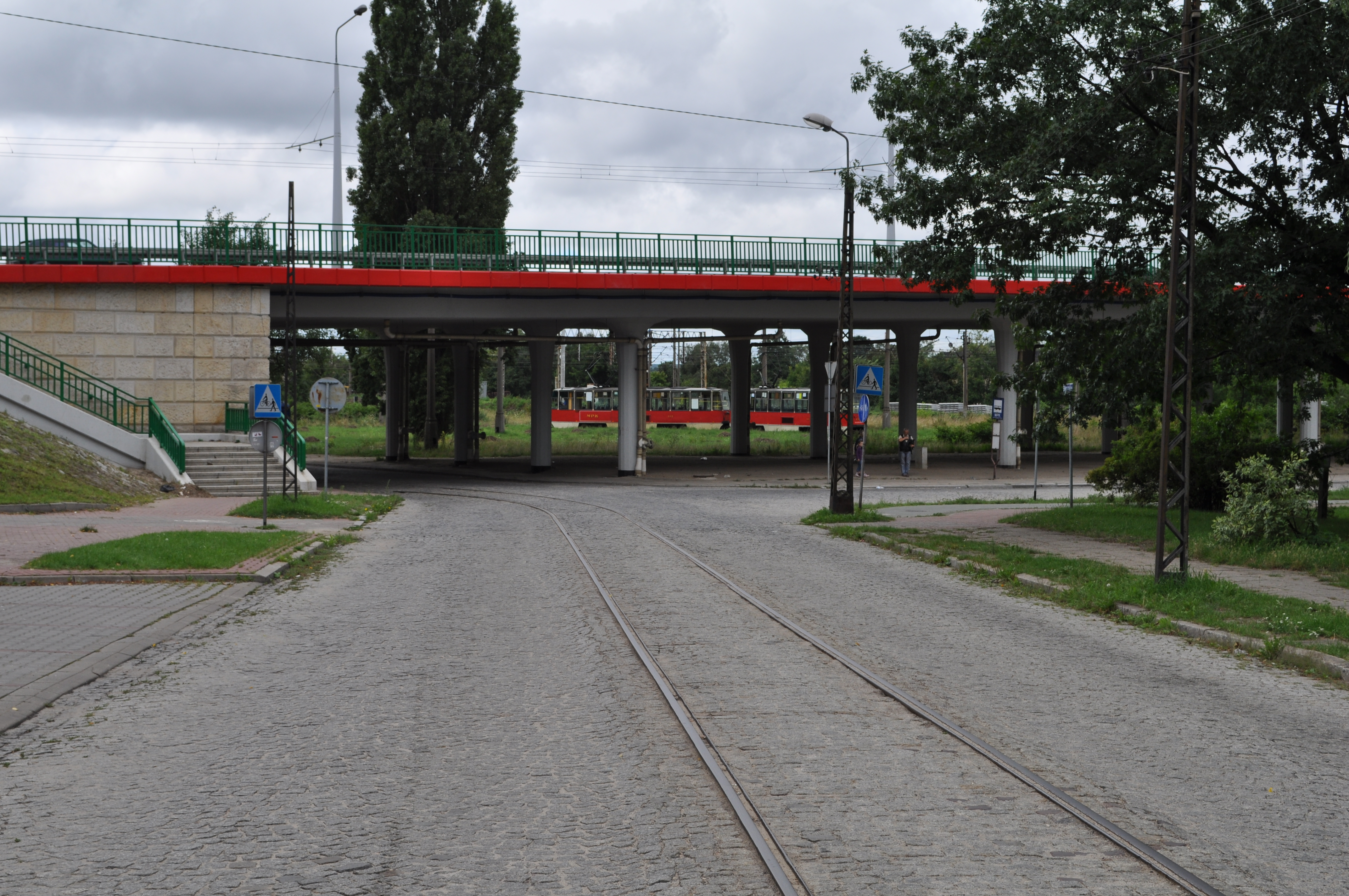
Reste der eingleisigen Strecke auf der Łukasińskiego-Straße
Netzplan von 1959 bis 1971

In den Jahren 1959 und 1960 gab es zahlreiche nicht realisierte Pläne zur Erweiterung des Straßenbahnnetzes:
- Straße des 1. Mai und Sabinowska-Straße nach Dźbowa
- Alleen
  - über die Straßen Nowowiejskiego, Sobieskiego, Pułaskiego, św. Kazimierza zur św. Barbary-Straße
  - über Pułaskiego-Straße, Lenin-Allee (jetzt: Jana Pawła II), św. Rocha nach Lisiniec
  - Krakowska-Straße, PPR (heute: Wojska Polskiego-Allee), Okrzei-Straße zum Stahlwerk
  - Warszawska-Straße und 16. Januar (heute: Kiedrzyńska)
  - Mirowska-Straße zur Złota
  - Targowa-Straße, Strażacka, Olsztyńska zur Pokoju-Straße

### Erweiterung in die Bezirke Tysiąclecie und Północ
Im Jahr 1967 wurde erwogen, die Straßenbahn 20 Jahre nach dem Bau stillzulegen, da die Investitionskosten dann abgeschrieben wären. Alternativ wurde überlegt, die Strecke vier Kilometer in Richtung Norden und drei Kilometer auf dem Gelände des Stahlwerks zu verlängern. Letztlich wurde eine Verlängerung entlang der Zawadzkiego-Allee (heute: Armii Krajowej-Allee) beschlossen, da der Stadtteil Tysiąclecie schnell wuchs. Die 1971 eröffnete 1,5 Kilometer lange Streckenverlängerung beginnt an der ehemaligen Schleife an der Worcella-Straße und endet an einer neuen Schleife an der Straße des 16. Januar (heute: Kiedrzyńska-Straße). Trotz der Erweiterung wurden Straßenbahnen für veraltet gehalten, es unterblieb die Erneuerung der Strecke und es wurde beabsichtigt, die Straßenbahn nach Abnutzung der Gleise stillzulegen.
Im Gegenzug für den Neubau der zweigleisigen Strecke nach Tysiąclecie wurde der Streckenast in die Altstadt von Raków stillgelegt, da wegen einer Bodensenkung eine Grundinstandsetzung nötig gewesen wäre. Die Linie 2 beendete ihren Verkehr zur Endstelle Raków am 31. August 1971 und wurde zunächst zu einer Schleife am Bahnhof Rákow zurückgezogen. Der Baubeginn dieser neuen Endschleife ist nicht bekannt. Bereits am 1. November 1971 bekamen alle Fahrten der bisherigen Linie 2 die Liniennummer 1, so dass damit nur noch eine Linie existierte.
Im Jahr 1974 wurde auf einer Konferenz anlässlich des 15-jährigen Jubiläums der Straßenbahn unter anderem erörtert, wie die Sicherheit des Straßenbahnverkehrs verbessert werden könnte. Unter den Plänen war eine Beseitigung des Fußgängerübergangs auf der Pokoju-Allee und der Bau eines Straßenbahntunnels in der Innenstadt (Stadtbahn). Dieses Projekt wurde schließlich aufgrund der hohen Kosten nicht umgesetzt.
Im Oktober 1983 wurde der Bau eines neuen Streckenabschnitts zwischen der Niemena-Promenade und einer Endschleife an der Fieldorfa-Straße vollendet. Der Verkehr auf dem neuen Abschnitt wurde am 16. Januar 1984 aufgenommen, während gleichzeitig die bisherige Endschleife an der Kiedrzyńska-Straße aufgegeben und durch eine neue, nur wenige Dutzend Meter entfernte ersetzt wurde. Die an der Schleife an der Niemena-Promenade beginnenden Fahrten erhielten erneut die Liniennummer 2. Der Takt jeder Linie betrug sechs Minuten, jeder zweite Kurs war die Linie 2.
Die Endschleife Fieldorfa sollte nur einen vorläufigen Charakter besitzen, da geplant war, die Strecke auf eigenem Gleiskörper über ein Straßenbahnviadukt zur Sosabowskiego-Straße zu verlängern. Diese Planung wurde nicht realisiert, ebenso wenig wie die langfristig geplante Verlängerung in den Bezirk Wyczerpy, da die ursprünglich vorgesehene Bebauung in diesen Bereichen nicht umgesetzt wurde. Auch eine geplante Strecke von Kucelin zum Walzwerk wurde nicht gebaut.
Im Jahr 1990 wurde die Linie 1 zum Bahnhof Raków eingekürzt. Nach Verhandlungen mit dem Stahlwerk wurde das alte Liniennetz wiederhergestellt. Gleichzeitig wurden auf diesem Abschnitte die Gleise erneuert. Am Ende der 1990er Jahre wurde ein großer Teil der Arbeitsplätze im Stahlwerk abgebaut. Damit sank die Zahl der beförderten Fahrgäste. Seitdem endet ein Teil der Kurse an der Schleife Bahnhof Raków und wird mit der Liniennummer 2 bezeichnet, während am nördlichen Streckenende alle Fahrten bis zur Schleife Fieldorfa-Straße verlängert wurden. Die Endschleife an der Niemena-Promenade wird damit nicht mehr im planmäßigen Linienverkehr bedient. In den Jahren 1998 bis 2000 wurde der Unterbau erneuert.

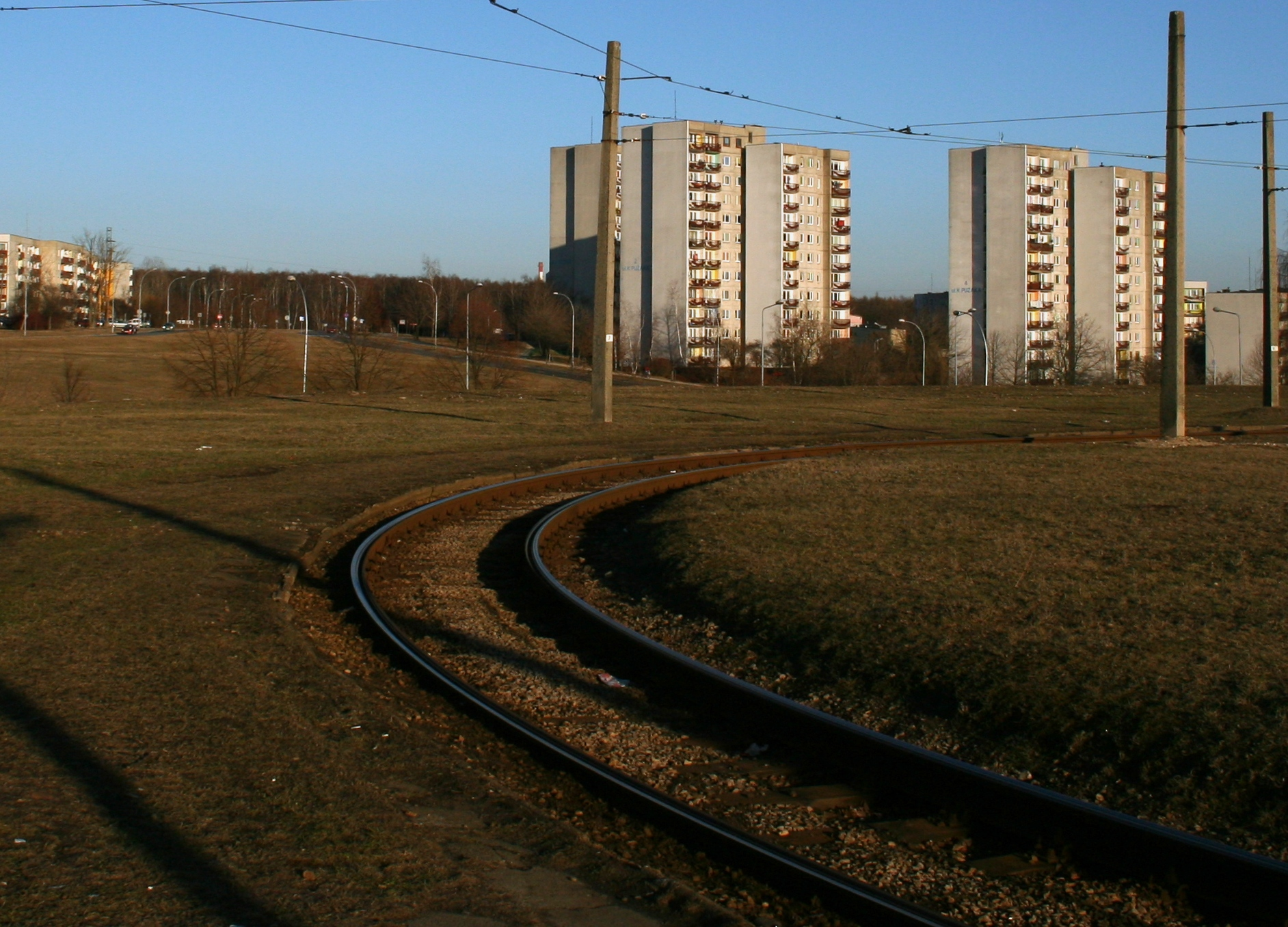
Endschleife Fieldorfa-Nila an der Wyzwolenia-Allee
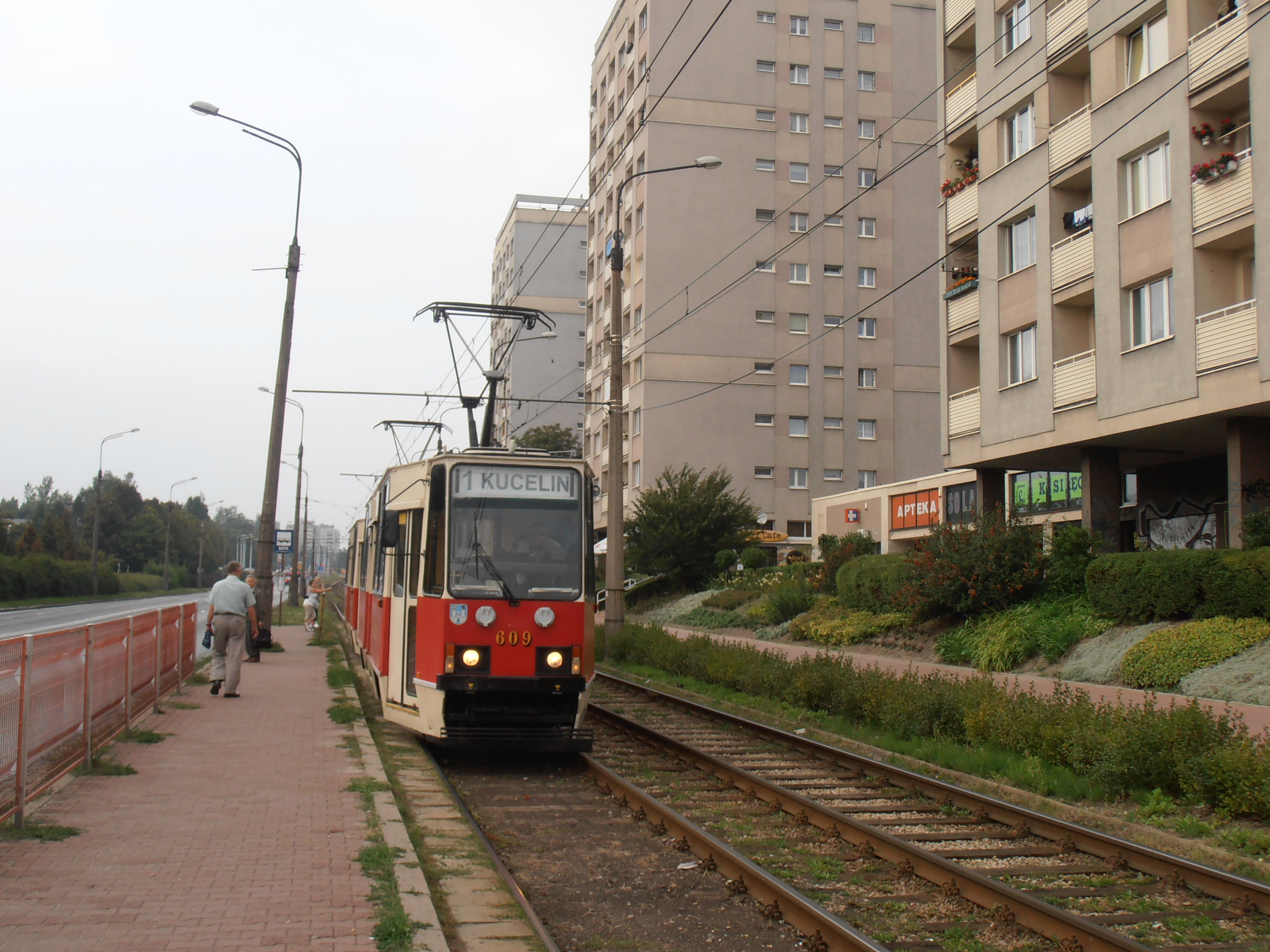
Bahn des Typs 105Na als Linie 1 an der Armii Krajowej-Allee
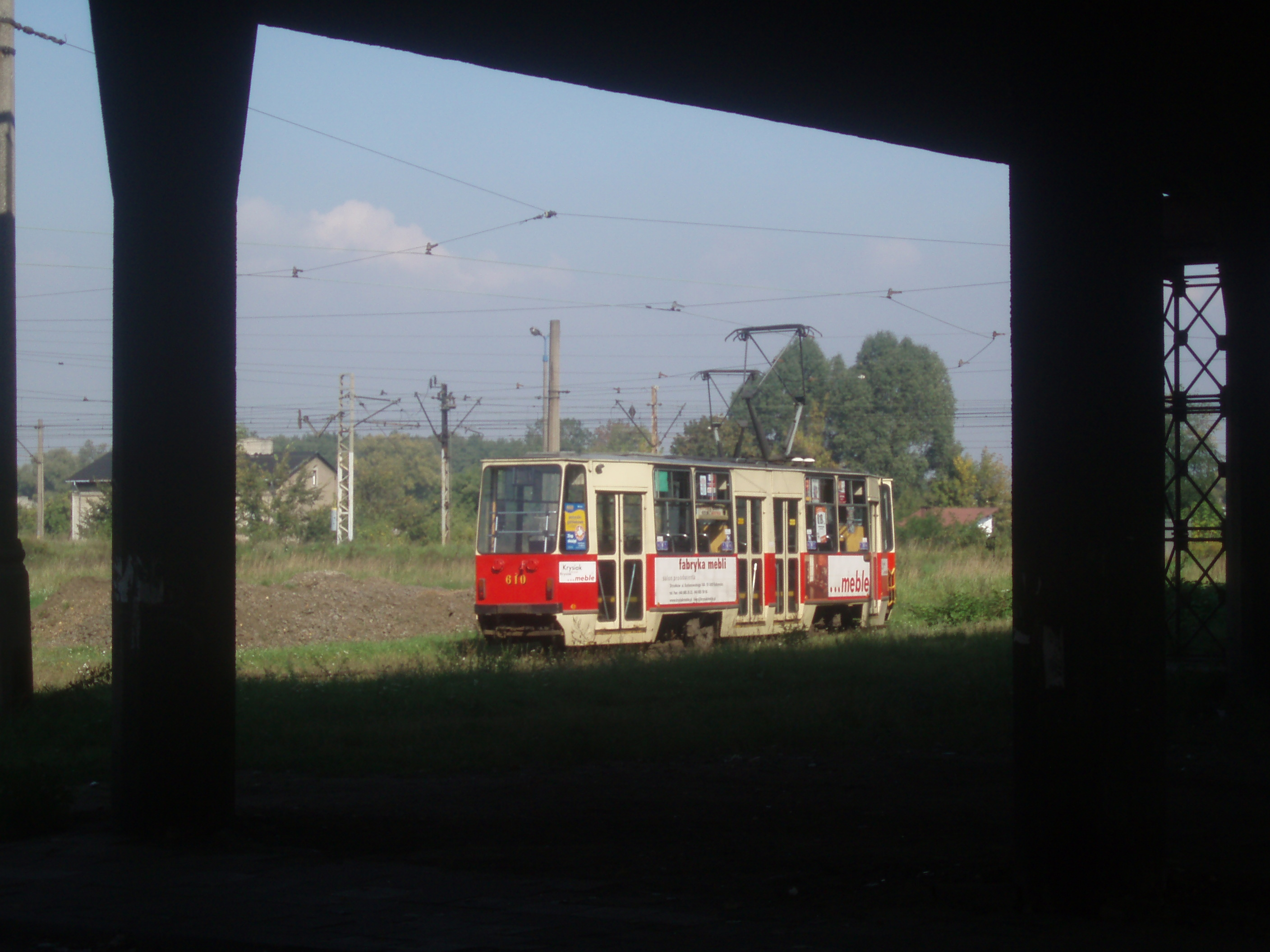
Bahn des Typs 105Na als Linie 2 an der Endschleife Bahnhof Raków
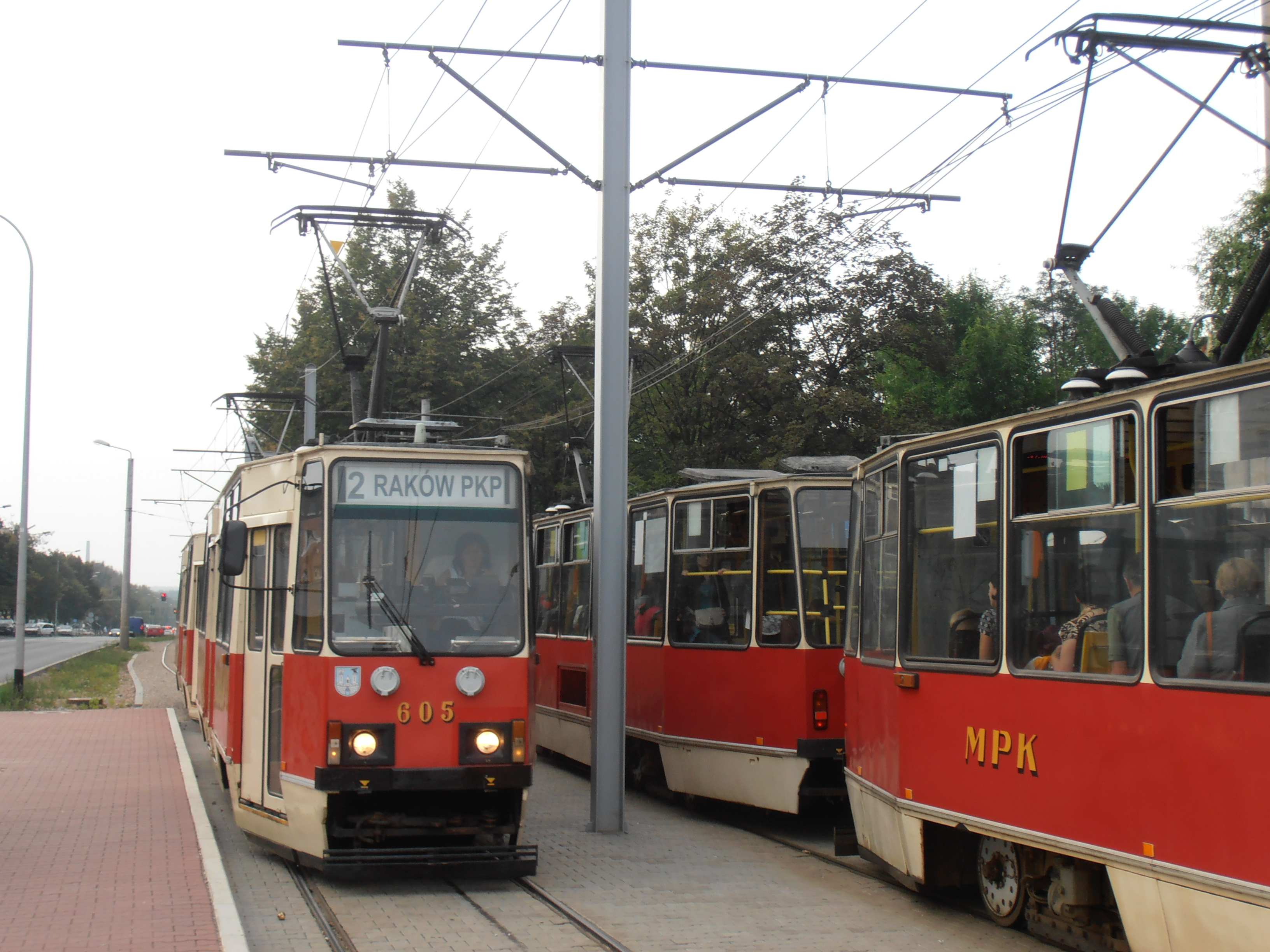
105Na als Linie 2 an der Niepodległości-Allee

### Strecke nach Błeszno
Im Jahr 2006 begann die Planung einer neuen 4,5 Kilometer langen Straßenbahnstrecke in Częstochowa, die die Bezirke Wrzosowiak und Błeszno erschließt und im Bereich des Stadions Rákow endet. Die Beteiligung der Öffentlichkeit wurde im August und September 2006 durchgeführt, dabei wurden Fragebögen an 20 000 Haushalte in den betroffenen Stadtteile verschickt. 1886 Fragebögen kamen zurück, von denen sich 1742 für den Bau der Straßenbahn aussprachen. Die Strecke verläuft entlang der Jagiellońska-Straße, Orkana-Straße, Allee des 11. November, Jesienna-Straße und Rakowska-Straße bis zu einer Endschleife im Bereich der Żarecka-Straße. Für diese Linienführung stimmten 1148 Menschen. Die geschätzten Baukosten beliefen sich auf 100 Millionen Złoty. Für einen Großteil der Investitionskosten für die Neubaustrecke und die Beschaffung moderner Niederflur-Straßenbahnen beantragte die Stadt Mittel der Europäischen Union.
Am 13. November wurden die Ergebnisse des Wettbewerbs um europäischen Mittel bekannt gegeben. Das Projekt der Erweiterung des Straßenbahnnetzes in Częstochowa bekam die erste Priorität, während die Beschaffung sieben neuer Niederflurbahnen durch den MPK Częstochowa die Priorität zwei erhielt. Die Gesamtkosten für den Ausbau des Straßenbahnnetzes (inklusive neuer Fahrzeuge) belief sich auf rund 162 Millionen Złoty, von denen eine EU-Förderung in Höhe von 128 Millionen Złoty beantragt war. Am 22. März 2010 wurden die Arbeiten ausgeschrieben, bis zum Ende der Ausschreibungsfrist am 5. Mai gingen zehn Angebote ein. Die Stadt erteilte einem Konsortium aus den Unternehmen Drog-Bud und Kromiss-Bis den Zuschlag, die ein Angebot über 79,3 Millionen Złoty abgaben. Die vorher geschätzte Investitionssumme betrug 98,7 Millionen Złoty. Da es keine Einsprüche gegen die Vergabe gab, begannen die Bauarbeiten am 19. August 2010.
Am 3. September 2012 wurde die neue Straßenbahnlinie 3 eröffnet, sie verkehrt von der Schleife Fieldorfa-Nila zur neuen Schleife am Stadion Raków. Gleichzeitig wurden die parallel verkehrenden Buslinien eingestellt. Auch der Nachtverkehr wurde geändert: Die Nacht-Straßenbahnlinie N0, die vorher zum Bahnhof Raków verkehrte, folgt jetzt stattdessen der neuen Linie 3.

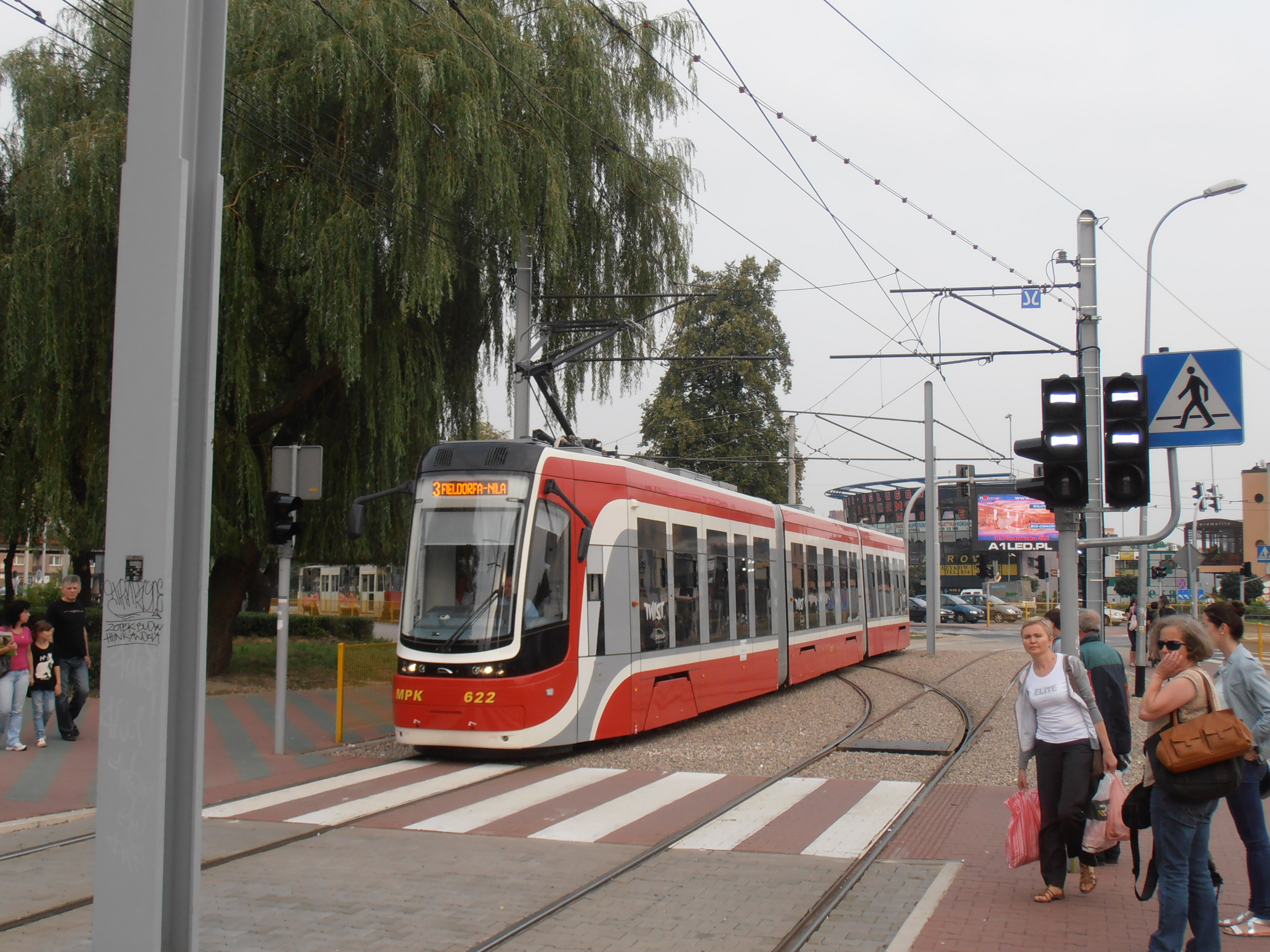
PESA Twist als Linie 3 auf der Niepodległości-Allee
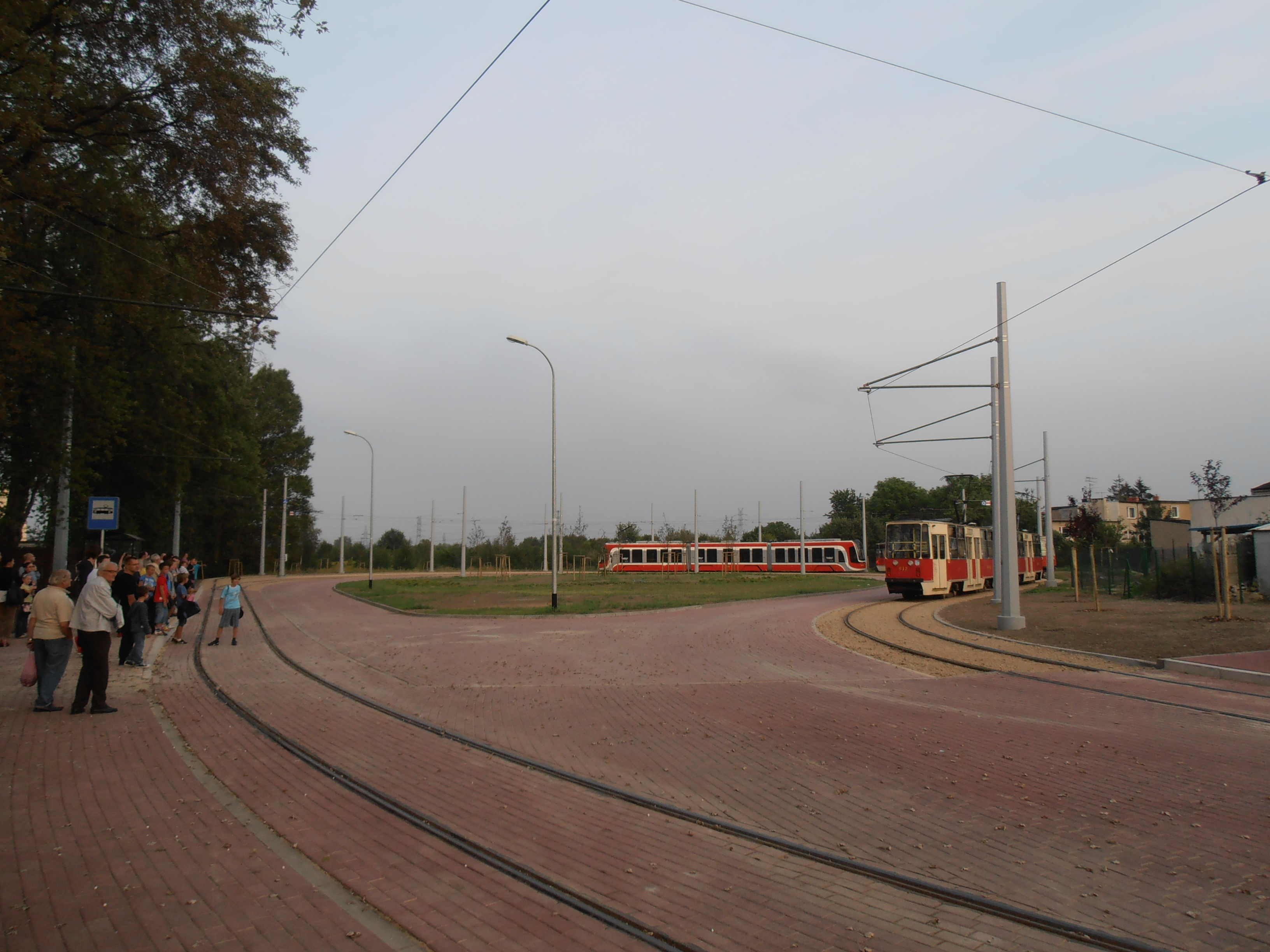
Endschleife Stadion Raków
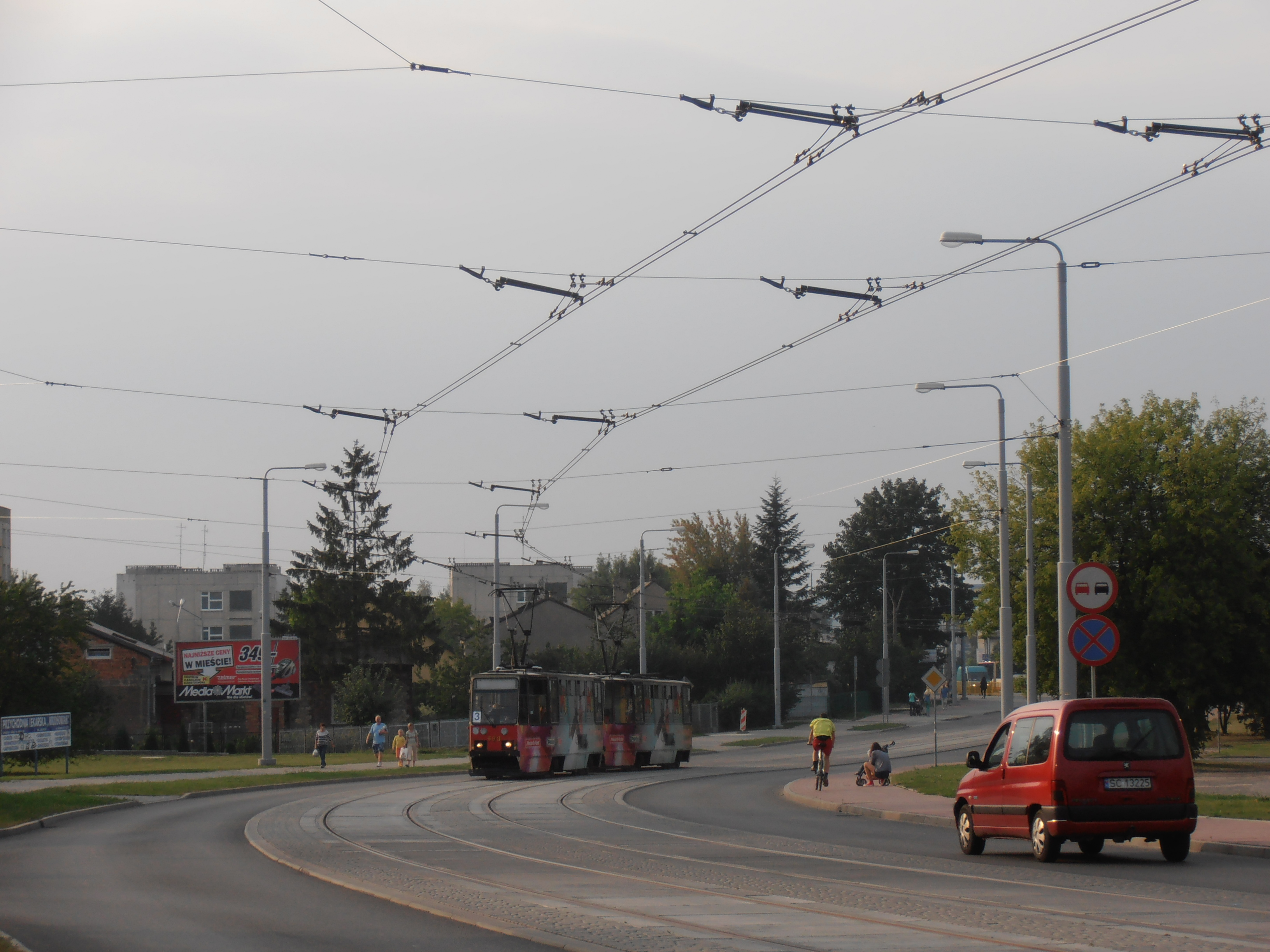
Doppeltraktion Konstal 105Na als Linie 3 auf der Orkana-Straße

### Modernisierung
Vom 3. bis 18. Juli 2010 erfolgte eine umfassende Gleiserneuerung der Strecke neben der Niepodległości-Allee von der Bór-Straße bis zum Depot. Die Kosten betrugen 3 Millionen Złoty. Vom 2. bis zum 17. Juli 2011 wurden die Gleise auf der Niepodległości-Allee von der Bór-Allee bis zum Kreisverkehr Mickiewicza erneuert, mit Ausnahme des Viadukts über die Eisenbahnlinie.
Im Juni und Juli 2011 wurde das unbenutzte äußere Schleifengleis in der Schleife Bahnhof Raków erneuert, das eine Verbindung mit der Linie 1 besitzt. Für die Zukunft ist der Einbau einer Weiche in der Schleifeneinfahrt geplant, so dass beide Gleise der Schleife benutzt werden können.
Im August 2011 begann die Erneuerung des Viadukts der Niepodległości-Allee. Bis zum 15. Dezember wurde der Straßenbahnverkehr auf dem Abschnitt vom Depot zum Stadtteil Północ eingestellt. Während dieser Zeit wurden Arbeiten an den Abschnitten auf der Jasnogórską-Straße und der Worcella-Straße und kleinere Gleisreparaturen durchgeführt. Im Juli 2012 fand eine Generalüberholung des Abschnitts zwischen der Worcella-Straße und der Jana Pawła II-Straße statt.

### Pläne
Die Pläne der Stadt umfassen Vorplanungen für eine Neubaustrecke im Bezirk Raków im weiteren Verlauf der Limanowskiego-Straße sowie auf der Łukasińskiego-Straße. Außerdem wird der Bau eines Abzweigs zum Krankenhaus in Parkitce und die Verlängerung der Hauptstrecke im Bezirk Północ bis zur Schleife Kukuczka erwogen. Dieses Projekt mit dem Namen 1+ 2+ 3+ soll im Rahmen des EU-Haushalts 2014–2020 finanziert werden.

## Fahrzeuge

### Moderne Fahrzeuge
| Bauart                         | in Betrieb seit                | niederflurig                   | Anzahl           |
| ------------------------------ | ------------------------------ | ------------------------------ | ---------------- |
| 129Nb                          | 2020                           | niederflurig                   | 10               |
| 129Nb                          | 2012                           | niederflurig                   | 7                |
| 105Na                          | 1975                           |                                | 26               |
| 102Na                          | 1971                           |                                | 1 (Museumswagen) |
| 4N1+4ND1                       | 1959, 2011                     |                                | 2 (Museumswagen) |
| Gesamtzahl der Wagen           | Gesamtzahl der Wagen           | Gesamtzahl der Wagen           | 46               |
| Anteil der Niederflurfahrzeuge | Anteil der Niederflurfahrzeuge | Anteil der Niederflurfahrzeuge | 37 %             |

Derzeit besteht der Wagenpark aus 48 Triebwagen des Typs 105Na, die von 1975 bis 1990 produziert wurden und zum Teil modernisiert wurden. Im März 2012 begann die Auslieferung der Niederflurbahnen Pesa Twist (129Nb).
Tagsüber verkehren die Wagen des Typs 105Na gekuppelt in Doppeltraktion, abends und nachts als Solowagen. In allen Straßenbahnen und Bussen in Częstochowa sind zur Fahrgastinformation Anzeigen montiert, die die Fahrtroute, die aktuelle und die nächste Haltestelle anzeigen. Zusätzlich erfolgt eine akustische Fahrgastinformation bei Annäherung an die Haltestelle mit vorangestellter Formulierung następny przystanek (nächste Haltestelle), bei Erreichen der Haltestelle wird nur der Haltestellenname wiederholt. An manchen Haltestellen erfolgt außerdem der Hinweis Uwaga na kieszonkowców (Vorsicht vor Taschendieben).
Im Februar oder März 2010 unterzeichnete der MPK mit dem Marschallamt einen Vertrag über den Kauf von sieben neuen Straßenbahnen unter Nutzung der Kofinanzierung aus EU-Mitteln. Der MPK begann die Ausschreibung am 19. Juli 2010, bis zum 31. August konnten Angebote abgegeben werden. Am 28. September 2010 wurde das Ergebnis der Ausschreibung bekannt gegeben. Das Unternehmen PESA aus Bydgoszcz erhielt den Auftrag, die Fahrzeuge zwischen April und November 2012 nach Częstochowa liefern. Die nationale Beschwerdekammer wies am 21. Oktober die Klagen der unterlegenen Unternehmen Solaris und Newag&Končar gegen das Ergebnis der Ausschreibung zurück. Im März 2012 begann die Auslieferung der als Typ 129Nb eingeordneten Wagen. Dies ist die erste Variante der Twist genannten Produktgruppe des Herstellers. 2020 folgte die Auslieferung einer zweiten, zehn Fahrzeuge umfassenden, Serie des Typs mit einer neuen Frontform und Lackierung.
Im November 2024 wurde eine weitere Ausschreibung zur Beschaffung von drei Fahrzeugen veröffentlicht. Es gab jedoch kein Hersteller ein Angebot ab.

### Historische Fahrzeuge
| Bauart  | Kaufdatum       | Abstellung | Anzahl |
| ------- | --------------- | ---------- | ------ |
| 105Na   | 1975–1990       | 2003–      | 56     |
| 102Na   | 1970–1973       | 1991–2000  | 18     |
| 4N1+4ND | 1959–1961, 2011 | 1970–1988  | 17+26  |

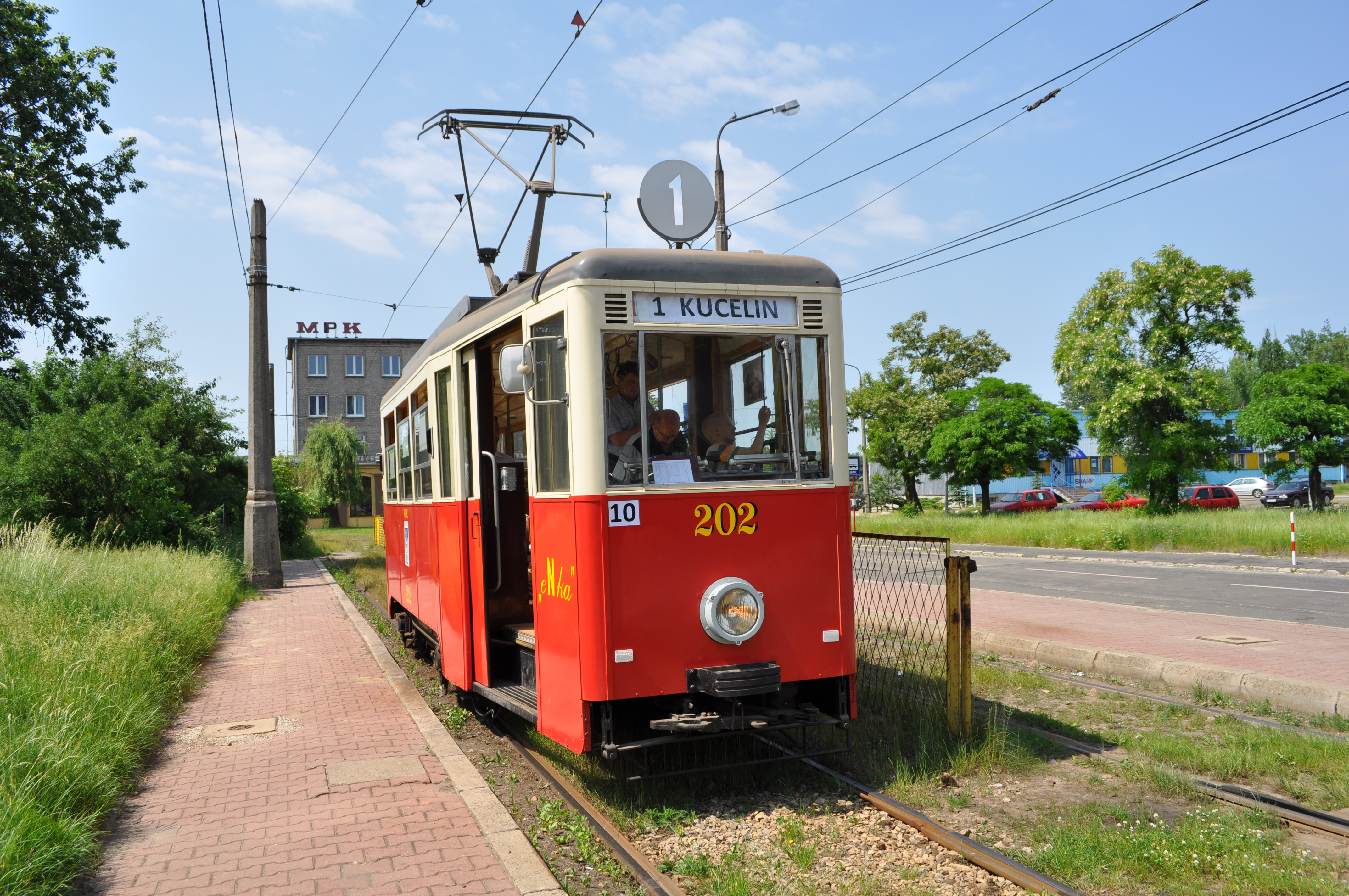
Der historische Triebwagen 4N vor dem Depot

Anfangs bestand der Wagenpark der Straßenbahn in Częstochowa aus 39 Triebwagen des Typs 4N mit Beiwagen 4ND. Im Jahr 1971 belief sich der Fahrzeugbestand auf 45 Wagen, darunter auch Gelenkwagen des Typs 102Na. Im Jahr 1975 wurden die ersten acht Wagen des Typs 105N erworben. Nach und nach erhöhte sich die Anzahl dieser Wagen, so dass die älteren Typen ersetzt werden konnten.
1986 wurden die Typen 4N und 4ND ausgemustert, 1999 wurden die Wagen des Typs 102Na abgestellt. Außer den 105ern befindet sich im Depot des MPK ein Wagen des Typs 102Na als Dienstwagen (er wird in Zukunft zu einem Museumswagen umgebaut) und ein Wagen des Typs 4N, der 1997 als Dienstwagen in einen Unfall verwickelt war. Er wurde im Jahr 2006 repariert und wird seit dem 31. August 2006 als Museumswagen eingesetzt. Am 24. März 2008 wurde eine Sonderfahrt für Straßenbahn-Nostalgiker aus den Vereinigten Staaten durchgeführt, diese wurde am 26. Mai 2011 in ähnlicher Weise für deutsche Fans wiederholt. Den Wagen nutzt das Große Orchester der Weihnachtshilfe: Die Fahrt ist kostenlos, dabei werden Spenden für wohltätige Zwecke gesammelt. Im Jahr 2011 wurde aus Warschau ein Beiwagen 4ND übernommen, der nach einer Renovierung als Museumswagen dienen soll.